# Rocherath-Krinkelt

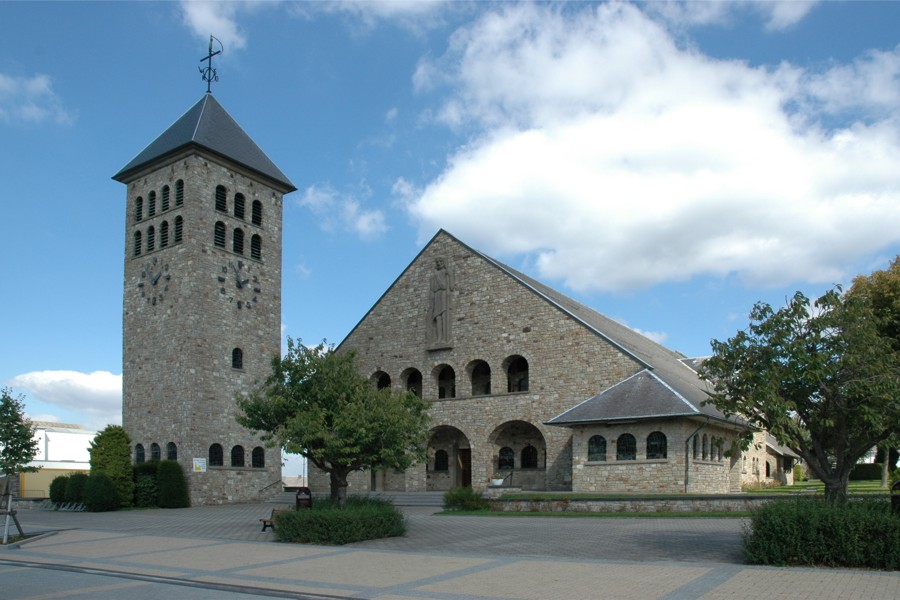
Kirche „St. Johannes der Täufer“ in Rocherath-Krinkelt

Rocherath-Krinkelt ist eine Doppelortschaft, sie ist seit der Gemeindefusion von 1977 ein Ortsteil der Gemeinde Büllingen, in der Deutschsprachigen Gemeinschaft Belgiens. Rocherath hat 499, Krinkelt 409 Einwohner (Stand 1. Januar 2016).

## Geografie
Das aus den Ortsteilen Rocherath (im Dialekt Róchert) und Krinkelt (Krénkelt) bestehende Dorf liegt im belgischen Teil der Eifel, unweit der deutschen Grenze auf etwa 650 m Höhe. Rocherath ist, ungefähr gleichauf mit dem Nachbardorf Mürringen, eines der höchstgelegenen Dörfer Belgiens. Von Nordwesten bis Osten ist es umgeben von großflächigen Waldgebieten. Ganz in der Nähe befinden sich der NATO-Truppenübungsplatz Elsenborn sowie die Orte Wirtzfeld, Mürringen, Büllingen und auf deutscher Seite Höfen und Hollerath. Rocherath-Krinkelt liegt im deutsch-belgischen Naturpark Hohes Venn-Eifel, dessen Täler – insbesondere das Schwalmbachtal, auch Perlenbachtal genannt, und das Oleftal – ausgewiesene Naturschutzgebiete sind. Im Frühjahr blühen hier die sogenannten Narzissenwiesen.

## Geschichte
Krinkelt ist der ältere Teil der Doppelortschaft, vermutlich um das 8. oder 9. Jahrhundert gegründet worden. Ab dem 12. Jahrhundert siedelten einige Krinkelter sich im nahen Wald neu an, vor allem, als Mitte des 14. Jahrhunderts die europaweite Pestepidemie auch die Nordeifel erreichte. Durch weitere Rodungen entstand bald ein neues Dorf, das den Namen Rocherath erhielt, wohl in Anlehnung an den Pestheiligen Rochus von Montpellier († 1327). Im Laufe der Jahre wuchsen die „Zwillingsdörfer“ bald zu einer Gemeinschaft zusammen.
Die Rocherather und Krinkelter mussten der Burg Bütgenbach Frondienste leisten, bis diese 1689 durch französische Truppen zerstört wurde. Als Bewohner des Hofes Büllingen gehörten sie weiterhin der Lehnsherrschaft Sankt Vith, die wiederum bis 1794/95 Teil des Herzogtums Luxemburg war (das ab 1482 den Habsburgern unterstand, die es ab 1555 von Spanien aus und ab 1713 von Österreich aus regierten). Nach 20-jähriger Zugehörigkeit zu Frankreich (Département Ourthe) wurde das Gebiet vom Wiener Kongress dem Königreich Preußen zugeschlagen (Regierungsbezirk Aachen, Kreis Malmedy), das seinerseits 1871 Teil des deutschen Kaiserreiches wurde.
Nach dem Ersten Weltkrieg kam Rocherath-Krinkelt durch den Vertrag von Versailles 1920 gemeinsam mit den Kantonen Eupen und Malmedy als Reparation zum Königreich Belgien (Provinz Lüttich). Im Zweiten Weltkrieg wurden die hiesigen Einwohner für über vier Jahre wieder zu deutschen Staatsbürgern, mit allen Konsequenzen. Ab September 1944 nahmen die belgischen Behörden die Region wieder in Besitz, mussten aber bei Rückkehr der Front vom 18. Dezember 1944 bis zum 31. Januar 1945 (Ardennenoffensive) kurzfristig ausweichen. In diesem kurzen Zeitraum wurden mehr als zwei Drittel aller Wohnungen und die Kirche zerstört. Noch bis in die 1950er Jahre hinein lebten zahlreiche Bewohner in Notunterkünften. In Folge der Kämpfe erhielten fünf US-Soldaten die Medal of Honor.
Auf lokaler Ebene wird Rocherath-Krinkelt vom Nachbarort Büllingen aus verwaltet – außer in den Jahren von 1922 bis 1940 und 1944 bis 1976 – als Rocherath-Krinkelt und das benachbarte Wirtzfeld eine eigenständige Gemeinde bildeten.
Aus kirchlicher Sicht war die hiesige Region seit den Anfängen Teil des Erzbistums Köln. Vor Ort bestand bereits ab dem 9. Jahrhundert die Pfarre Büllingen, die von den Benediktinern der Abtei Stablo-Malmedy betreut wurde. Ab dem 15. Jahrhundert unterhielt sie eigene Pfarrer. Seit 1803 bilden Rocherath und Krinkelt eine eigenständige Pfarre. Pfarrpatron ist der heilige Johannes der Täufer. Bis 1819 unterstand die neue Pfarre dem Bistum Lüttich, dann kam sie erneut zu Köln für rund 100 Jahre (Dekanat Malmedy ab 1827). Seit 1921 gehört sie wieder zu Lüttich (Dekanat Büllingen seit 1968).

## Bauwerke

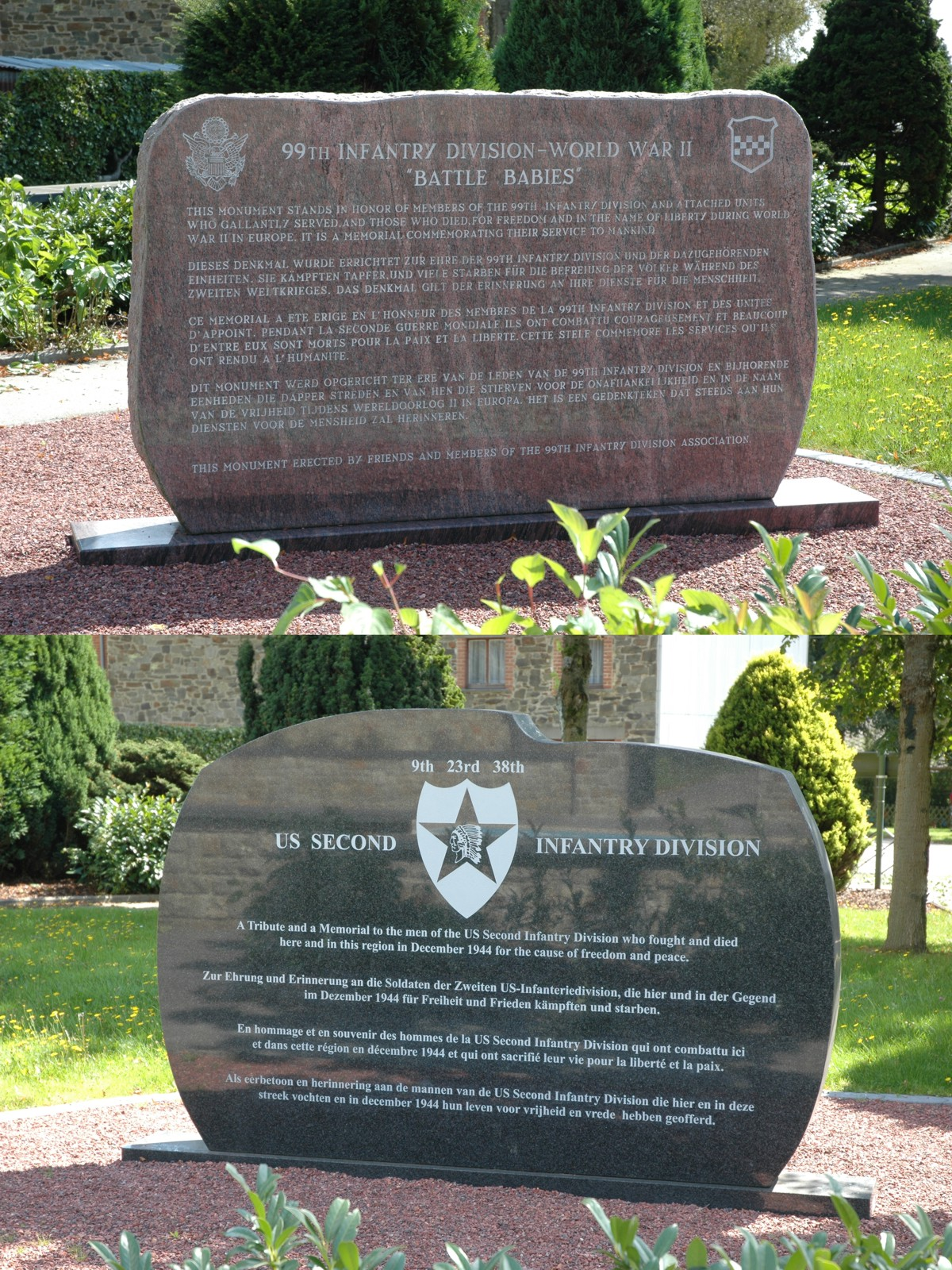
Mahnmale zu Ehren der US-Divisionen „Indianhead“ (2. ID) und „Checkerboard“ (99. ID)

Die 1704 erbaute Kapelle wurde 1907 durch ein großes neogotisches Gotteshaus ersetzt, das auf dem alten Viehmarkt errichtet wurde und im Winter 1944/45 zum Symbol der heftigen Frontkämpfe in und um Rocherath-Krinkelt schwer beschädigt wurde. An seiner Stelle wurde von 1953 bis 1954 die von dem Vervierser Architektenkonsortium Gaston Marchot und Robert Busch entworfene neoromanische Kirche St. Johannes der Täufer errichtet. Der deutsch-niederländische Künstler Frans Griesenbrock fertigte das große Wandgemälde im Altarraum an und zehn Jahre später der Raerener Künstler André Blank die neuen Fenster für das Gotteshaus. Sie steht auf 645 m Höhe und ist damit die höchstgelegene Kirche Belgiens.
Gegenüber der Kirche sind zwei Gedenksteine aufgestellt, die an die Verluste der 2. und der 99. US-Infanteriedivision bei der Verteidigung von Rocherath-Krinkelt im Dezember 1944 erinnern. Mit der nördlich der Ortschaft am Waldrand gelegenen offenen Gedenkstätte Hasselpatt, in der Überreste eingegrabener Stellungen der damaligen Feinde gezeigt werden, wird der Opfer beider Seiten gedacht.

## Persönlichkeiten
- Franz Hoenen (1919–1997), Steyler Missionar und von 1963 bis 1974 Bischof des Bistums Kenge im Kongo.
- Franz Palm (* 1948), Wirtschaftswissenschaftler